# Grup Tago
El Grup Tago va ser un grup d'artistes que es va constituir a la ciutat de Mallorca l'any 1959, prenent el nom de l'illa de Tagomago (Eivissa). L'adopció d'aquesta denominació volia establir una comparació entre la ignorància que hi havia a Mallorca tant cap aquella illa com cap a l'art contemporani.
Va ser una iniciativa dels pintors Francesc Duran Fraver i Antonio de Vélez, i l'escultor Miquel Morell i Covas. Més tard s'hi van integrar els pintors Pere Quetglas Xam, Juan Antonio Ferrero, Joan Gibert, Cati Juan, Andreu Llodrà, Miquel Rivera Bagur i Merche Sofía Pinto; els escultors Antoni Font i Joan Palanquès, i els escriptors Rafel Jaume i Manuel Picó. Més endavant en formaren rtambé part Teresa Heydel, Joan Garcés i Francesc Carreño. El grup se solia trobar al cafè Moka, del carrer de Sant Miquel de Ciutat, i amb el temps se'n van anar al Cercle de Belles Arts.
Aquest col·lectiu grup balear d'art d'avui, representà l'inici d'una dècada d'obertura artística a Mallorca. La primera exposició del grup va ser a l'Estudi General Lul·lià de Ciutat, el maig de 1959. Hi esposaven creacions artístiques, que, com la composició del grup, eren plurals. Incloïen el primitivisme, l'expressionisme, l'informalisme, el postimpressionisme, l'abstracció geomètrica i el realisme. El que unia els artistes del Grup Tago era la intenció de rompre amb el paisatgisme tradicional que encara predominava a Mallorca.
L'exposició al Cercle de Belles Arts del juny de 1960 va representar una fita en la història del grup. Va provocar una important polèmica. L'opinió pública mallorquina es va obrir a les idees de l'indispensable llibertat d'expressió en l'art local, lluny de l'academicisme habitual. L'any 1960 representa el moment de màxima activitat: l'agost una exposició col·lectiva a Felanitx i més tard una al Club dels Poetes a Formentor. El maig de 1961 van organitzar-ne una al Cercle de Belles Arts. En el catàleg hi havia poemes de Josep Maria Palau i Camps, Miquel Àngel Riera, Jaume Vidal Alcover, Llorenç Moyà i Josep Maria Llompart. Van organitzar conferències de Cirici Pellicer, Miquel Àngel Colomar, Gerardo Pérez Busquier i Àngel Marsà i Beca. L'activitat del grup, però, va minvar a partir del 1961. El 1964 es va dissoldre.